# Тахаль-Чан-Ак
Тахаль-Чан-Ак (12 квітня 742 — 799) — ахав Йахк'інахка у 757—799 роках. За його панування відбулося найбільше піднесення держави.

## Життєпис
Походив з панівної династії. Про його батьків відсутні відомості. Був нащадком ахава Іцам-Чан-Ака, якого поставив на трон Йукноом-Ч'еєн II, калоомте Кануля. Народився в день 9.15.10.14.6, 3 Кімі 4 Соц’ (12 квітня 742 року).
Церемонія сходження на трон відбулася в день 9.16.6.9.18, 7 Ец'наб 1 К'анк'ін (22 жовтня 757 року). Її опис надано на ієрогліфічних сходах з Канкуена. Він узяв вогняну головну пов'язку (корону), визнавши зверхність К'авііль-Чан-К'ініча, володаря Південного Мутуля в Дос-Пілас. Відразу після церемонії Тахаль-Чан-Ак вирушив у зворотну дорогу й через 4 дні повернувся до Халуума.
Після поразки й занепаду Південного Мутуля у 761 році, ахав Йахк'інахка розпочав самостійну політику. Спочатку він зміцнив свої позиції всередині держави, наростив її економічну та військову потугу. Столицю царства Йак-К'ан перетворив на важливий прикордонний центр торгового обміну і контролював шляхи, що йдуть з гірської області мая в низовині. Вигідне розташування сприяло багатству і розквіту міста. Слідом за цим Тахаль-Чан-Ак зміг розпочати зовнішню експансію. В день 9.16.16.4.16, 8 Кіб 9 Шуль (21 травня 767 року) Тахаль-Чан-Ак провів церемонію заклинання бога К'авііля.
Тахаль-Чак-Ак зумів підкорити усіх сусідів, контролював значну територію, яку поділив на області на чолі із сахалями. Після підкорення маленьких царств, ахав Йахк'інахка виступив проти царства зі столицею в Мачакілі у 786 та 790 роках. Зрештою завдав остаточної поразки війську останнього в день 9.18.5.5.19, 6 Кавак 12 Кумк'у (12 січня 796 року), захопивши його володаря Чак-Балама. Слідом за цим приєднав Мачакілу до своїх володінь, прийнявши титул священого володаря Мачакіли.
Останньою відомою подією в житті Тахаль-Чан-Ахка стало вшанування його предка Іцам-Чан-Ачу в день 9.18.8.6.14, 9 Хіш 12 Кумк'у (11 січня 799 року). Напевне помер протягом цього року. Владу успадкував його син.

## Скульптури
У період правління Тахаль-Чан-Ака були створені численні монументи з написами. Вишуканість цих пам'ятників свідчить про те, що їх вирізали вправні майстри. Культурний інтерес становлять маркери 1 та 2 для стадіону гри у м'яч.

## Архітектура
За наказом ахава споруджено величний палац (було завершено близько 770 року), що мав площу 7,8 км², складається з 12 дворів, у яких знайдено 200 кімнат. За своєю структурою і формою нагадує лабіринт. Заввишки він був близько 6 м, товщина стін становила 1,8 м загалом мав 3 поверхи. Тут також виявлено ієрогліфічні сходи, численні стели. Є найбільшим палац серед царств мая.

## Родина
- К'ан-Мааш (д/н-801), ахав Йахк'інахка у 799—801 роках.